# Towarzystwo Oświaty Ludowej
Towarzystwo Oświaty Ludowej – towarzystwo społecznikowskie utworzone w 1872. Inicjowało zakładanie i prowadzenie bibliotek na wsiach.

## Geneza
Po uwłaszczeniu chłopów i uruchomieniu sieci szkół ludowych z obowiązkiem szkolnym, po 1840 pojawiły się na wsi wielkopolskiej pierwsze biblioteczki parafialne w kilku wsiach powiatu śremskiego i gostyńskiego. Powstały one z inicjatywy księży Piotrowskiego z Książa Wielkopolskiego i Laferskiego z Jeżowa. Popierał te akcje Edmund Bojanowski z ramienia Kasyna Gostyńskiego, które założył Gustaw Potworowski. Do najpoczytniejszych publikacji należały: Szkółka Niedzielna i Pielgrzym z Dobromila. 
Po kilkunastu latach dopiero podobną akcją zajęło się charytatywne Towarzystwo św. Wincentego à Paulo w Poznaniu. Po 1860 opiekowało się ono około 43 takimi biblioteczkami na prowincji. Była to próba instytucjonalna, bazująca na dawniejszych inicjatywach księży proboszczów. Sprawozdanie z 1866 informowało, że w 43 biblioteczkach było 1676 tomów, z których korzystało 2097 czytelników, zaś wypożyczeń zanotowano ponad 10 tysięcy. W parafiach przeciętnie na sto osób czytających było w 1862 - 19-27 osób, zaś w 1866 - 14-18.
Oprócz wspomnianych biblioteczek były jeszcze inne, zakładane przez stowarzyszenia rolnicze, a w miasteczkach — przez towarzystwa rzemieślnicze i kupieckie. 
W 1868 pojawił się projekt założenia Towarzystwa Oświaty Ludowej, obejmującego też wydawnictwo książek dla ludu. Grono liberalnych działaczy, skupionych dokoła redakcji Dziennika Poznańskiego uznało za konieczne podjęcie ciągłej, zorganizowanej akcji oświatowej „nad ludem", w obliczu groźby germanizacji szkolnictwa, a także w celu pogłębienia w masach świadomości narodowej. Zaczęto gromadzić środki finansowe na tworzenie bibliotek dla ludu.

## Charakterystyka
Przygotowane przez kontakty osobiste grono założycielskie na zebraniu zamkniętym 14 stycznia 1872 uchwaliło powołanie do życia Towarzystwa Oświaty Ludowej. Po dalszej propagandzie i skupieniu zespołu organizatorów powiatowych zwołano na dzień 21 lutego tegoż roku publiczne zebranie organizacyjne z udziałem popularnego redaktora Katolika z Bytomia - Karola Miarki i redaktora Severy z Pragi. 
Statut mówił, iż celem jest szerzenie oświaty wśród ludu w języku polskim, na obszarze całego zaboru pruskiego, środkami do celu miały być: zarówno tworzenie i wspieranie wydawnictw dla ludu, kolportaż książek i obrazków po najniższych cenach, a także zakładanie po wsiach i miastach bibliotek i ochronek dla dzieci przedszkolnych. Zadaniem organizatorów „okręgowych" miała być praca w terenie i gromadzenie środków ze składek i darowizn. Okręgi miały być jedno lub kilku powiatowe, zależnie od pozyskania działaczy. Zarząd, nazywany wówczas Dyrekcją, podzielił się na tzw. wydziały: administracyjny, literacki, ochronek i kolportażu. Efektem wydajnej pracy drugiego z nich było ustalenie składu 32 kompletów jednakowych biblioteczek, złożonych ze 128 ocenionych pozytywnie książek. Rozsyłano je następnie za pośrednictwem „okręgowych" organizatorów do nowo zakładanych przez nich bibliotek.
Pozyskiwanie członków wspierających okazało się dość trudne. Dopiero po 6 latach było ich w całym zaborze i na terenach administracyjnie pruskich, ale niezaborczych (m.in. Dolny i Górny Śląsk) około 2800, przeważnie z Wielkopolski, częściowo z Pomorza, dużo mniej z Dolnego i Górnego  Śląska z braku tam zamożniejszych Polaków. Tylko w pierwszym roku, dzięki usilnej propagandzie, zebrano około 12 tys. talarów. Tworząc nowe biblioteki starano się, aby zawierały one wiadomości o rolnictwie, przyrodzie, geografii i historii. 
W 1873 r. założono 27 nowych bibliotek z 1500 książkami, w następnym roku – 22 z 800 książkami. Po kilku latach powstało w Poznańskiem 50 nowych bibliotek, na Pomorzu Gdańskim – 63, na Pomorzu Zachodnim – 1, na Mazurach – 3. 
Wraz z książkami rozsyłano do bibliotek obrazy, np. w 1875 r. rozdzielono 2800 obrazów religijnych i 160 historycznych. 
Oprócz centralnej składnicy w Poznaniu założono 9 innych w małych miasteczkach. Zakupiono od znanego pisarza Józefa Chociszewskiego 1000 egzemplarzy jego Historii Polski oraz 500 egzemplarzy Dziejów piśmiennictwa polskiego.
Towarzystwu przewodniczyli w latach 1872-1873 Leon Smitkowski, 1873-1877 Bolesław Poniński, w latach 1877-1878 Jan Rymarkiewicz. 
W 1878 r. kierownictwo instytucji nieopatrznie – wbrew statutowi – rozszerzyło zakres działania, pobudzając ludność do czynnej obrony wiary i narodowości w latach walki państwa z kościołem, m.in. przez urządzanie wieców i udział w nich. Spowodowało to sądowy zakaz działalności Towarzystwa.
To samo grono założycielskie powołało do życia 11 października 1880 r. w Poznaniu nowe Towarzystwo Czytelni Ludowych, które objęło swoim zasięgiem Wielkopolskę, Dolny i Górny Śląsk, Pomorze oraz Warmię i Mazury.